# سو هونج شو
سو هونج شو (بالإنجليزية: Soo Hong Chew)‏ هو اقتصادي سنغافوري، ولد في 26 أبريل 1954 في سنغافورة.